# Belagerung von Wiener Neustadt
Stein – Gozzoburg – Radkersburg – Marburg – Hainburg – Pitten – Leitzersdorf – Korneuburg – Bruck – Wien – Feldsberg – Laa – Retz – Eggenburg – Wiener Neustadt
Die Belagerung von Wiener Neustadt (1486–1487) war eine 18 Monate dauernde Belagerung durch den ungarischen König Matthias Corvinus während der Ungarnkriege (1446–1490).
Die strategisch gegen Ungarn gegründete Stadt Wiener Neustadt war mit der Stadtbefestigung Wiener Neustadt ein Bollwerk im dünn besiedelten Steinfeld.
Nach der erfolgreichen Belagerung von Wien im Jahr 1485 sandte Matthias Corvinus seine Truppen unter der Führung von Stephan Zápolya, Wilhelm Tettauer, Ladislaus Kanizsay, Jakob Székely und Stephan Báthory nach Wiener Neustadt, um sich den Rücken freizuhalten.
Im ersten Schritt wurden vier Belagerungstürme errichtet: Auf Geheiß von Matthias Corvinus wurde später der Belagerungsring enger gezogen, weitere Türme errichtet und letztlich auch die umliegenden Orte verwüstet.
Trotz alledem hielt sich Wiener-Neustadt noch bis zum 17. August 1487. Trotz der vorbildlichen Verteidigung musste die Stadt letztlich an Matthias Corvinus übergeben werden, denn die Not war für die Bevölkerung zu groß geworden. Damit fiel der letzte Hort des Kaisers im östlichen Niederösterreich.
Königin Beatrix von Ungarn, die sich seit März in der Nähe des Kriegsschauplatzes aufgehalten hatte, traf von Lichtenwörth kommend noch vor dem König in der Burg in Neustadt ein, wo sie ihn erwartete. Matthias Corvinus zog drei Tage später wie ein römischer Triumphator in die Stadt ein. Anlässlich der Einnahme der Stadt wurde eine Parade abgehalten, an der 20.000 Berittene und 8000 Fußsoldaten teilgenommen haben sollen. König Matthias und Königin Beatrix könnten sie auf jenem bis in das 19. Jahrhundert bestehenden Hügel bei Sollenau abgenommen haben, der „Königshügel“ genannt wurde. Matthias Corvinus erwies sich gegenüber der Kaiserresidenz als großzügiger Sieger. Es kam zu keinerlei Ausschreitungen, der hungernden Bevölkerung wurden 150 Ochsen und 100 Fässer übergeben sowie der Wiederaufbau veranlasst. Am 7. September bestätigte er Wiener Neustadt alle alten Privilegien und verlieh ihr zudem die Mautfreiheit in den Königreichen Ungarn und Böhmen.
Mit der Einnahme Wiener Neustadts war die Eroberung Niederösterreichs bis auf kleinere Gefechte im Wesentlichen beendet. Im Dezember wurde ein Waffenstillstand vereinbart.
Erst nach dem Tod von Matthias Corvinus konnten die Besatzer 1490 vertrieben werden.